# مراريون
المراريون هم أحد الأفرع الرئيسية الأربعة لنسل اللاويين، وهم حسب الكتاب المقدس منحدرون من مراري بن لاوي.
عمل المراريون على خدمة التابوت المقدس، وكانت وظيفتهم رعاية المكونات الهيكلية والفناء وأوتاد الخيمة الخاصة بالمعبد أو المحفل المقدس. حيث أن سبط اللاويين هم المسؤولون عن الكهنوت ولكل فرع من اللاويين وظيفة مختلفة في الكهنوت.

## مدن المراريين
كان لللاويين عمومًا مدن خاصة بهم، ووفقًا لسفر يشوع لم يمتلك المراريون منطقة مستقرة تجمعهم، بل امتلكوا العديد من المدن المنتشرة في جميع أنحاء منطقة جلعاد الجغرافية، وكذلك في جنوب الجليل، وكانت مدنهم اثنتى عشرة مدينة كما جاء في سفر يشوع: «وَوَرِثَ أَبْنَاءُ مَرَارِي اثْنَتَيْ عَشْرَةَ مَدِينَةً كَانَتْ مِلْكاً لأَسْبَاطِ رَأُوبَيْنَ وَجَادٍ وَزَبُولُونَ»:
- أَخَذُوا مِنْ سِبْطِ زَبُولُونَ: بَاصَرَ، ويَهْصَةَ وقَدِيمُوتَ وَمَيْفَعَةَ.
- وَأَخَذُوا مِنْ سِبْطِ جَادٍ: راموث جلعاد ومَحَنَايِمَ وحشبون ويَعْزِيرَ.
- وأخذوا من سِبْطِ زَبُولُونَ: يَقْنَعَامَ، وقَرْتَةَ، ودِمْنَةَ، ونحلال.[9]

يذكر سفر يشوع أن اللاويين استولوا على هذه الأراضي مباشرة بعد فتح يشوع لكنعان، ولكن هذا لا يتناقض مع الأدلة الأثرية فحسب، بل أيضًا في السرد في سفر القضاة، وسفر صموئيل الأول، وسفر الملوك الثاني. ويُعتقد العلماء أن الكهنوت كان مفتوحًا لأي سبط من أسباط بني إسرائيل، ثم تدريجياً أصبح يقتصر على اللاويين.